# Aldo Serena
Aldo Serena (Montebelluna, 25 de juny de 1960) és un exfutbolista italià que jugava com a davanter.
Amb la selecció italiana disputà el Mundial de 1986 i el de 1990. En total jugà 24 partits amb la selecció i marcà 5 gols. També jugà amb Itàlia els Jocs Olímpics de 1984.
Pel que fa a clubs, destacà de forma especial a l'Inter de Milà. La temporada 1988-89 guanyà l'Scudetto amb aquest club i fou màxim golejador de la lliga italiana de futbol, amb 22 gols. També jugà a clubs com l'AS Bari, l'AC Milan, la Juventus i el Torino FC.